# Herbert Benjamin Edwardes
Herbert Benjamin Edwardes, född den 12 november 1819, död den 23 december 1868, var en brittisk-indisk militär.
Edwardes tjänstgjorde från 1841 i Indien och utmärkte sig särskilt under Andra sikhkriget 1848, då han besegrade fursten av Multan, för vilken bedrift han befordrades till major. Senare var Edwardes 1855-1859 "commissioner" i Peshawar, under vilken tid han energiskt bidrog till sepoyupprorets kuvande 1857, och 1862-1865 "commissioner" i Ambala. År 1865 blev han generalmajor och adlad. Edwardes utgav A year on the Punjab frontier in 1848-49